# Sara Olaizola
Sara Olaizola Alcántara (Irún, Guipúzcoa, España, 6 de octubre de 1997) es una futbolista española que juega como centrocampista en Real Sociedad en la Liga Iberdrola.

## Trayectoria

### Inicios
Se formó en la cantera del CD Mariño donde realizó una destacable evolución hasta llegar, en 2014, al primer equipo que militaba en la segunda división. En 2016, fichó por el Oiartzun KE donde permaneció dos temporadas. En 2018, la Real Sociedad la incorporó a sus filas como tercer refuerzo de las temporadas 2018/19 7 2019/20
En 2022 ficha de nuevo por el equipo Oiartzun KE.

### Real Sociedad
En 2018, fichó por la Real Sociedad por una temporada, para reforzar el centro del campo. Se caracteriza por sus cualidades técnicas, visión de juego y toque con el balón.

## Clubes
| Club          | País    | Año        |
| ------------- | ------- | ---------- |
| CD Mariño     | Euskaki | 2011- 2016 |
| Oiartzun KE   | Euskaki | 2016- 2018 |
| Real Sociedad | Euskaki | 2018- 2020 |
| Oiartzun KE   | Euskaki | 2022-      |

## Palmarés
| Título           | Club          | País   | Año       |
| ---------------- | ------------- | ------ | --------- |
| Copa de la Reina | Real Sociedad | España | 2018-2019 |